# Weiße Maulbeere
Die Weiße Maulbeere (Morus alba) ist eine Pflanzenart aus der Gattung  der Maulbeeren (Morus) innerhalb der Familie der Maulbeergewächse (Moraceae). Sie stammt aus China und wird vielfältig genutzt.

## Beschreibung

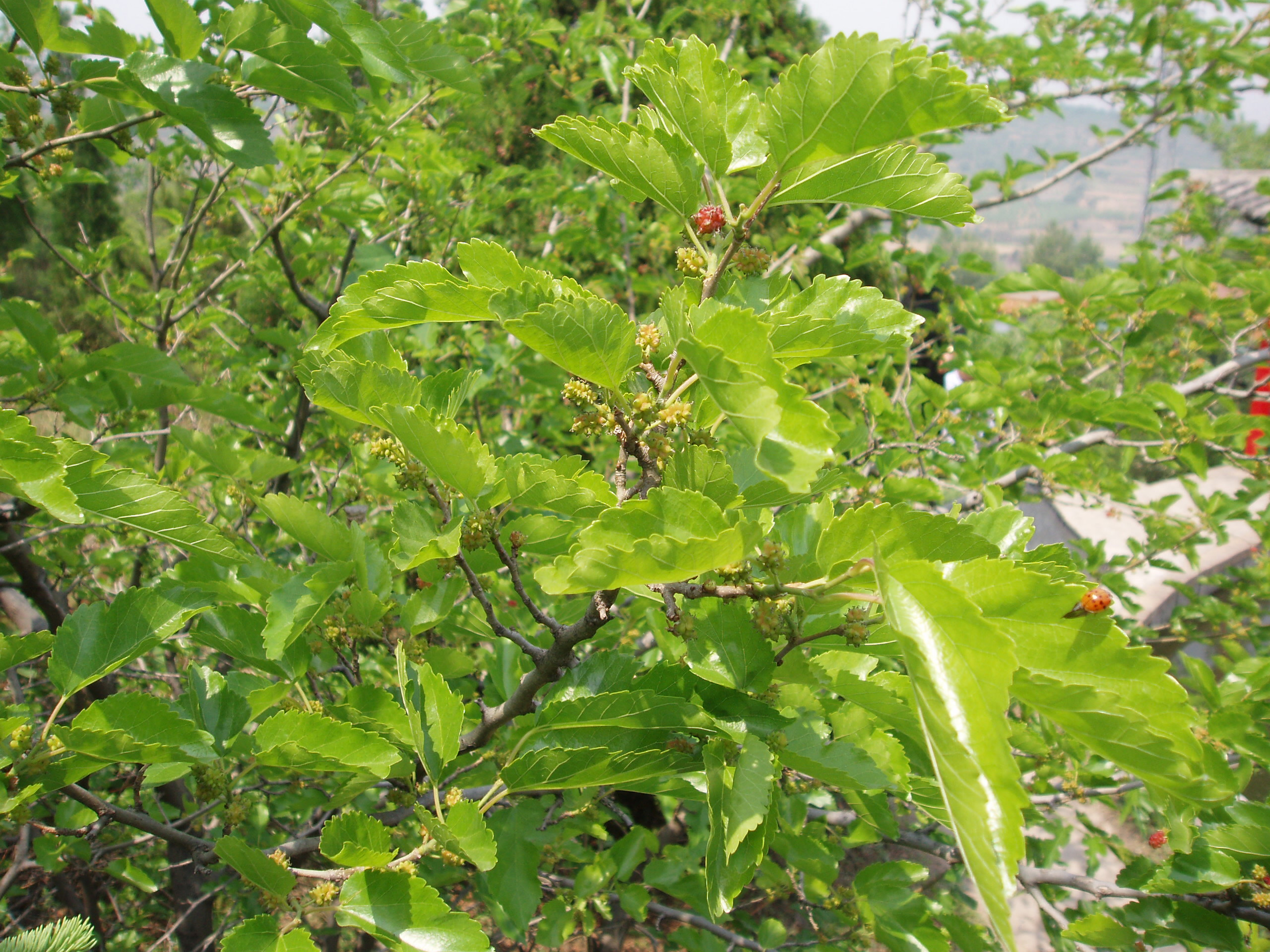
Früchte und Blätter

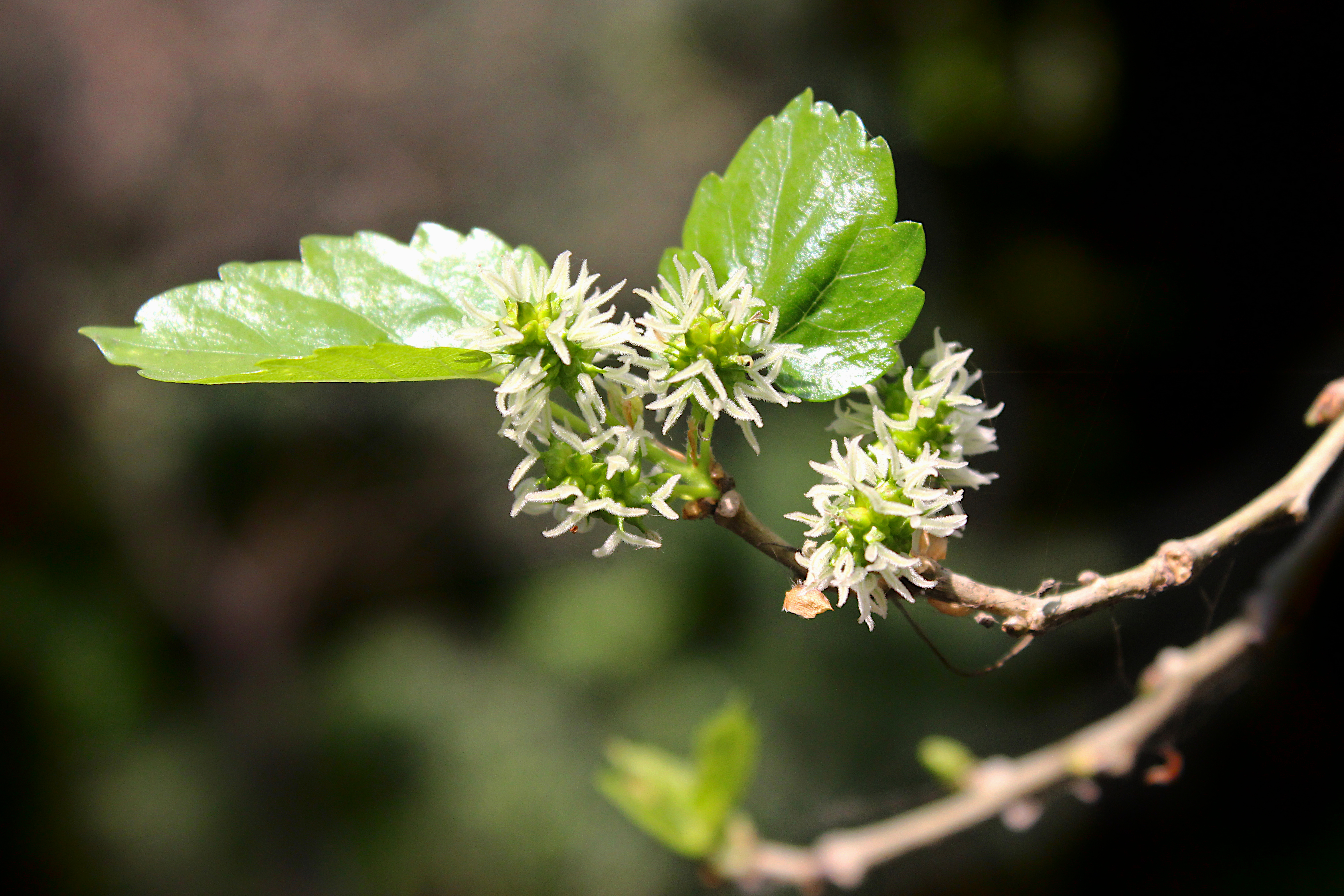
Blüten der Weißen Maulbeere

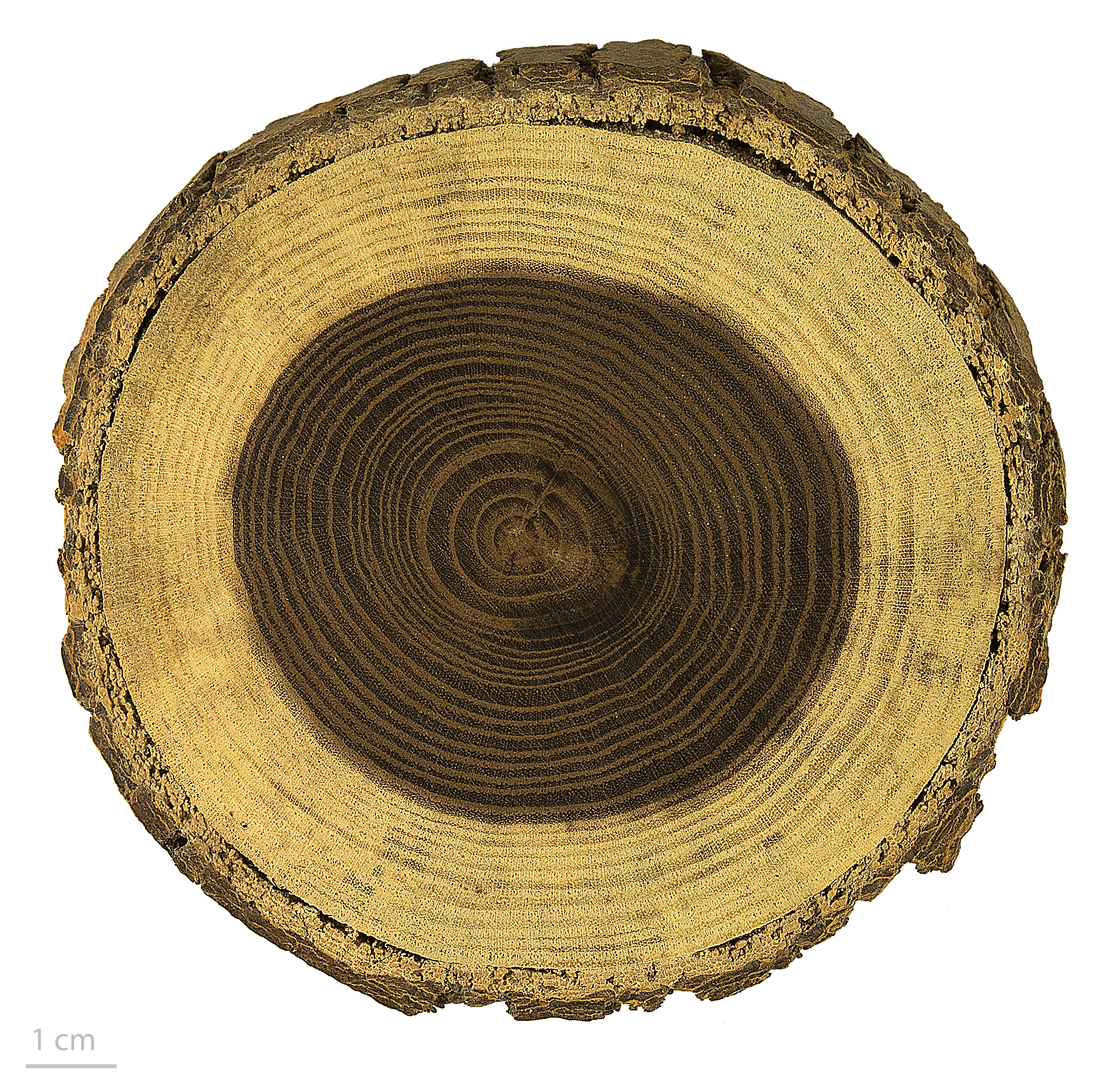
Querschnitt durch den Stamm

Die Weiße Maulbeere wächst als sommergrüner Baum und erreicht Wuchshöhen bis über 16 Meter. Der Stammdurchmesser erreicht bis über 100 Zentimeter, selten bis über 200 Zentimeter. Die rissige bis furchige Borke ist braun bis braun-grau oder gräulich. Die Krone ist hoch und ziemlich schmal, Äste sind auffallend häufig gebrochen; manchmal entwickelt sich die Krone allerdings auch niedriger und gewölbt. Die Rinde der dünnen, geraden Zweige ist anfangs fein behaart.
Die Blattform ist sehr variabel; es kommen am gleichen Baum unregelmäßig gelappte, gespaltene und unzerteilte Blätter vor; die Blätter sind an der Basis stumpf bis herzförmig, die meisten sind eiförmig und spitz bis zugespitzt. Die Laubblätter sind in Blattstiel und -spreite gegliedert. Der Blattstiel ist bis etwa 5 cm lang, gefurcht und leicht behaart. Die Blattspreiten sind in der Regel bis zu 10 cm lang sowie bis 8 cm breit, einzelne bis zu 20 cm lang sowie 12 cm breit; am Rand sind sie grobgezähnt bis -gesägt oder gekerbt; die Blattadern sind auf der Blattunterseite behaart. Kleine Nebenblätter sind vorhanden.
Morus alba ist ein- oder zweihäusig. Es werden achselständige, kleinere weibliche und größere männliche Kätzchen gebildet. Die eingeschlechtlichen und sitzenden Blüten sind grünlich mit einfacher Blütenhülle, die Kronblätter fehlen.
Durch einen speziellen Schleudermechanismus durch die hochschnellenden Staubfäden stäuben hier die Antheren ihren Pollen heraus.
Die bis 2,5 Zentimeter langen und eiförmigen bis länglichen, noppeligen Fruchtverbände sind weiß, später gelblich, aber häufig auch rosa- bis purpurfarben.
Die Chromosomenzahl beträgt 2n = 14, 28 oder 42.

## Inhaltsstoffe
In den Blättern ist 4-,5-Hydroxypipecolinsäure enthalten. Wenn die Blätter mit dem Pilz Fusarium solani infiziert sind, bilden  sich Moracine als Phytoalexine. Im Holz kommt Morin vor, das als Reagenz zum Nachweis verschiedener Kationen dienen kann. In der Rinde kommen Mulberrofurane als teilweise farbige Lignane vor.

## Verbreitung
Die Weiße Maulbeere war vor dem Anbau durch den Menschen in China beheimatet. Da sie die wichtigste Maulbeer-Art für die Seidenraupenzucht darstellt, wird sie auch in vielen anderen klimatisch geeigneten Regionen außerhalb Chinas gepflanzt. In Deutschland ist sie nicht nur recht häufig in Parks, sondern gelegentlich auch als Hecke anzutreffen.
In Südeuropa wie auch in Teilen von Deutschland finden sich Maulbeerbäume, die bis Anfang des 20. Jahrhunderts gepflanzt wurden, um die Blätter zur Seidenraupenzucht zu verwenden.

## Nutzung
Die Weiße Maulbeere, im Mittelalter wie die Schwarze Maulbeere auch als Moracelsi (und kurz Mora) bezeichnet, stellt die wichtigste Maulbeer-Art für die Seidenraupenzucht dar.
In Europa werden weiße Maulbeeren, da die essbaren Früchte nicht haltbar sind, in Geschäften – wenn überhaupt – nur in getrockneter Form angeboten. Vom Geschmack her sind die saftigen weißen Maulbeeren sehr süß. In Anatolien wird aus dem Saft auch Sirup gewonnen, der als Heilmittel für verschiedene kleinere Leiden oder auch als Brotaufstrich benutzt wird.

## Zuchtformen

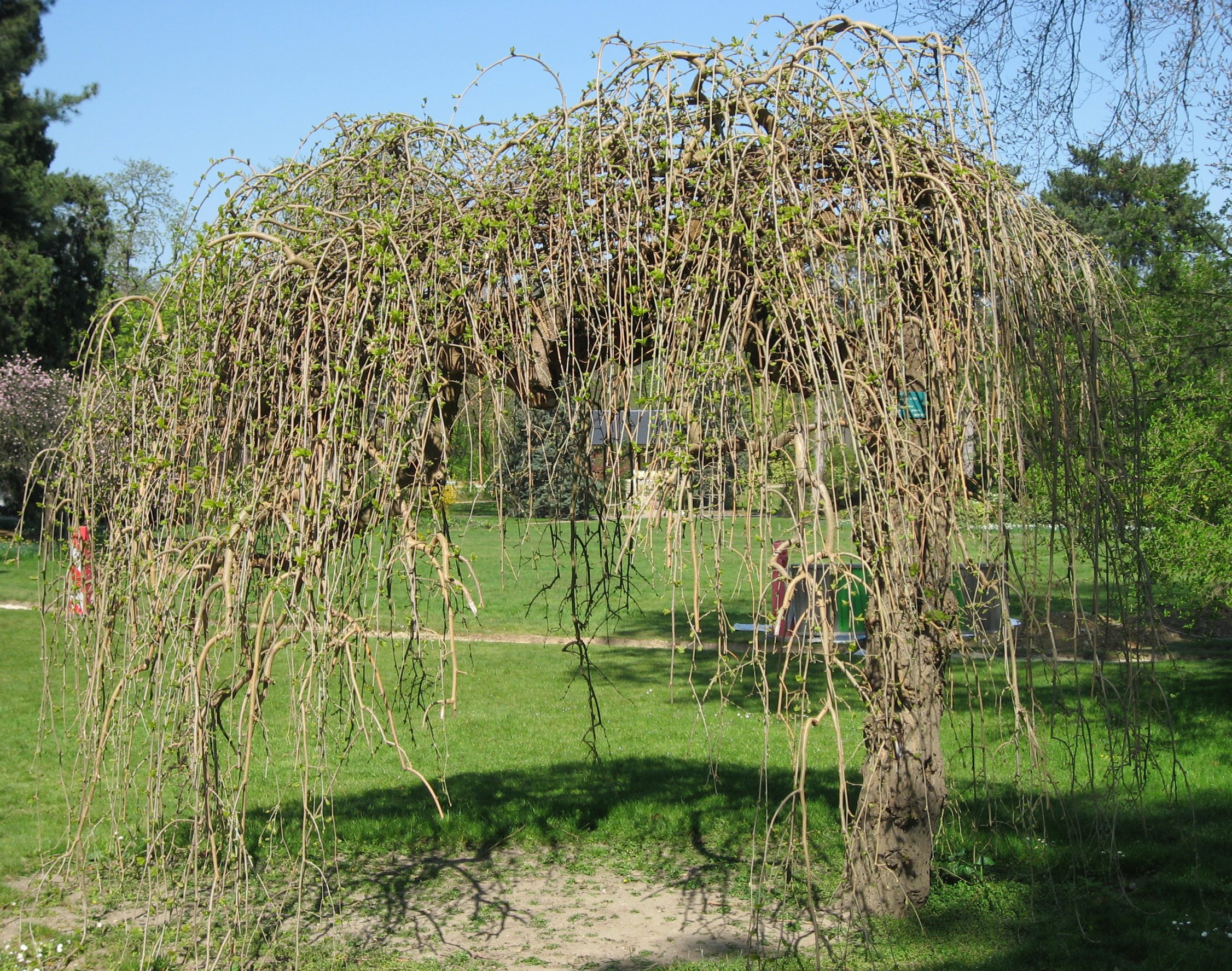
Cultivar 'Pendula': Kleiner Maulbeerbaum mit schirmförmiger Krone und hängenden Zweigen

- 'Fruitless': Eine männliche Form, die keine Früchte ansetzt.
- 'Laciniata': Diese Form besitzt sehr tief eingeschnittene Blätter.
- 'Mapleleaf': Eine männliche Form, die keine Früchte ansetzt. Die tief gelappten Blätter erinnern im Aussehen an Ahornblätter.
- 'Nuclear Blast': Die Blätter dieser Form sind zu Fransen und Bändern reduziert; der Strauch wirkt dadurch krank und verkümmert; der englische Sortenname spielt auf dieses Aussehen („wie nach einer radioaktiven Verstrahlung“) an.
- 'Pendula': Bei dieser Form sind alle Zweige hängend. Sie wächst als kleiner Baum mit schirmförmiger Krone. Die Blätter sind mit etwa 20 cm Länge und 12 cm Breite wesentlich größer als beim Typ. Es werden Früchte gebildet.
- 'Urbana': Eine hängende Form ähnlich 'Pendula', die jedoch keine Früchte ansetzt.

## Sonstiges
Die ab Juni reifenden Früchte fallen teilweise schon im grünen Zustand vom Baum und werden beispielsweise von Enten gerne gefressen.